# Broughton in Furness
Broughton in Furness är en liten stad i södra delen av Englands Lake Districts nationalpark. Den ligger i regionen Furness i Cumbria, som var en del av Lancashire före 1974. Den ligger nära River Duddon, uppåt land från den västcumbriska kustbyn Foxfield.
Broughton räknar sin historia från 1000-talet, då den ursprungliga bebyggelsen väste till att bli den lokala marknadsstaden för fiske och jordbruksvaror. Den centrala obelisken på stadens torg restes för att märka ut kung Georg III:s jubileum 1810.
År 1859 öppnade en järnväg genom staden. Nära hundra år senare, 1958, lades linjen ned och järnvägsspåren togs bort. Broughtons närmaste järnvägsstation är nu den i Foxfield, omkring tre kilometer sydväst om staden.
När nationalparken grundades på 1950-talet började turister upptäcka staden, även om de flesta turister har resmål längre norrut eller österut. Väg A595 drogs om på 1990-talet, vilket förbättrade miljön och hjälpte staden att behålla sin lantliga prägel.
Det mestadels organiska bageriet Broughton Bakery (Broughton Village Bakery) har vunnit pris. Stadens torg har den kända Beswick's restaurant, som har fått namn efter Joyce och Ian Beswick, som grundade den 1978 i ett av de georgianska husen vid torget. Bryggeriet Foxfield Brewery ligger i staden. Byn nämndes i Domedagsboken (Domesday Book) år 1086, och kallades då Borch.